# 3002 Delasalle
3002 Delasalle è un asteroide della fascia principale. Scoperto nel 1982, presenta un'orbita caratterizzata da un semiasse maggiore pari a 2,2396178 UA e da un'eccentricità di 0,1304968, inclinata di 6,14639° rispetto all'eclittica.
L'asteroide è dedicato al presbitero francese Giovanni Battista de La Salle.